# Herrmann-Debroux
Herrmann-Debroux – stacja metra w Brukseli, na linii 5. Znajduje się w gminie Auderghem. Zlokalizowana jest za stacją Demey. Została otwarta 23 marca 1985. Obecnie jest stacją końcową na linii 5.